# حمله‌های کونگسبرگ

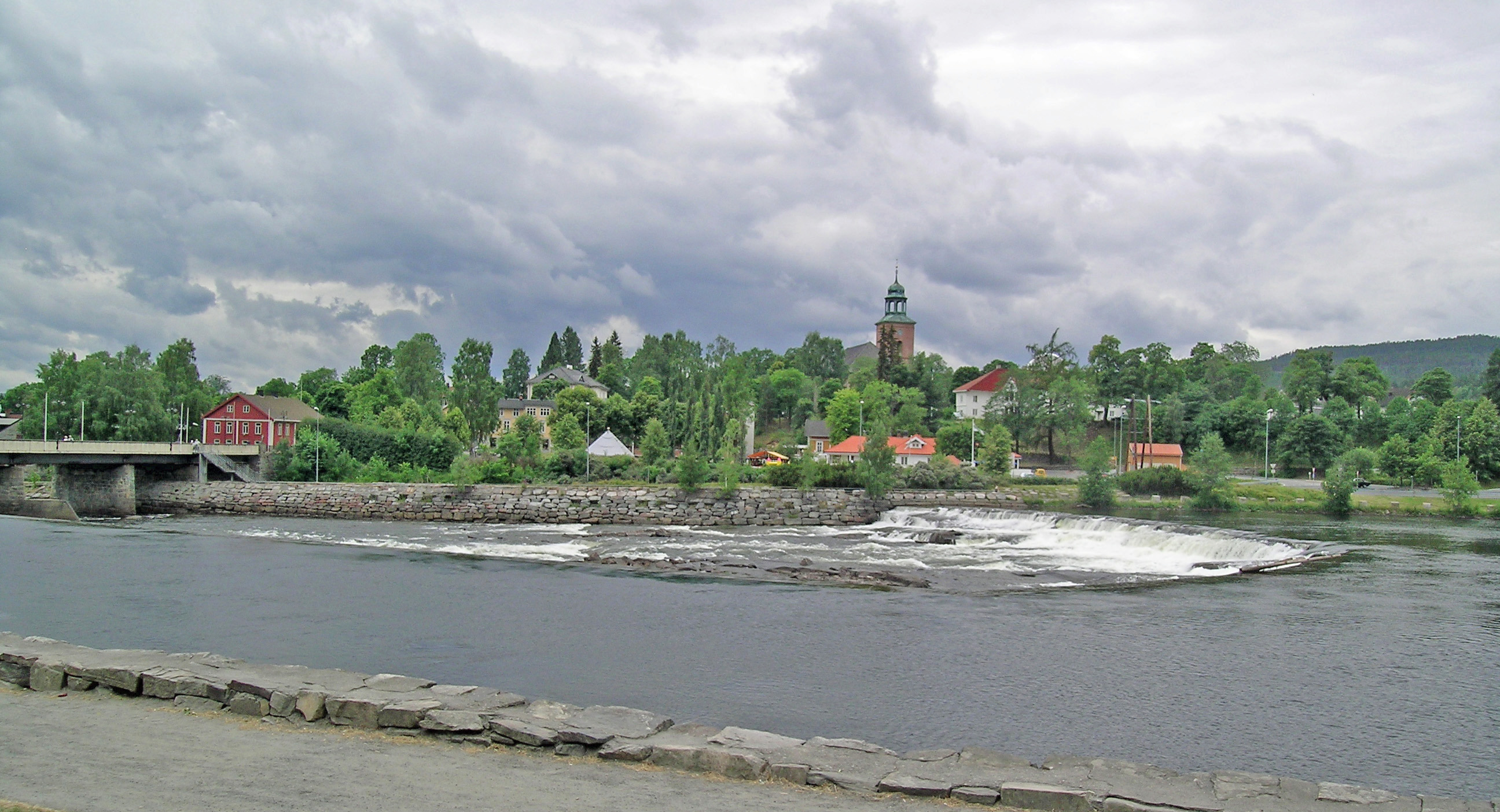
نمایی از شهر کونگسبرگ در نروژ - ۲۰۰۶

در روز ۱۳ اکتبر ۲۰۲۱ یک مرد با تیر و کمان به چند نفر تیراندازی نمود گزارش شده‌است که چندین نفر نیز تلفات داشته‌است. یک مظنون نیز دستگیری شده‌است.